# Karl Albrecht Schachtschneider
Karl Albrecht Schachtschneider (* 11. Juli 1940 in Hütten bei Gellin, Pommern) ist ein deutscher Staatsrechtslehrer, der im Spektrum der Neuen Rechten aktiv ist. Er war bis zu seiner Emeritierung im Jahr 2005 Professor für Öffentliches Recht an der Universität Erlangen-Nürnberg. Er ist Mitglied im Kuratorium der AfD-nahen Desiderius-Erasmus-Stiftung und wird zum inneren Kreis des neurechten Kampagnenprojekts Ein Prozent gezählt.

## Leben
Nach dem Abitur an einem Humanistischen Gymnasium in Berlin im Jahr 1960 studierte Schachtschneider Rechtswissenschaften in Berlin, Bonn und Tübingen. 1964 legte er das erste, 1969 das zweite juristische Staatsexamen in Berlin ab. Danach wurde er 1969 bei Karl August Bettermann an der FU Berlin mit der Dissertation Der Rechtsweg zum Bundesverfassungsgericht in Bund-Länder-Streitigkeiten zum Dr. jur. promoviert. 1986 habilitierte er sich für das Staats-, Verwaltungs- und das private und öffentliche Wirtschaftsrecht an der Universität Hamburg mit der Arbeit Staatsunternehmen und Privatrecht. Kritik der Fiskustheorie, exemplifiziert an § 1 UWG.
Von 1969 bis 1980 arbeitete er in Berlin als Rechtsanwalt. Von 1972 bis 1978 war er zusätzlich Professor für Wirtschaft an der Fachhochschule für Wirtschaft Berlin (Abendstudium) und von 1978 bis 1989 Professor für Wirtschaftsrecht an der Universität Hamburg. 1989 übernahm er den Lehrstuhl für Öffentliches Recht der Universität Erlangen-Nürnberg und wurde 2005 emeritiert.
Schachtschneider ist verheiratet und hat eine Tochter.

## Rechtslehre
Schachtschneider entwickelt, lehrt und vertritt eine von Immanuel Kants Freiheitslehre sowie den Ideen der europäischen Aufklärung ausgehende und auf Grundlage der Menschenwürde entfaltete Freiheits-, Rechts- und Staatslehre. Er bezeichnet die demokratische Republik als einzige Staatsform, in der die Menschen das Recht, also „das Richtige für das gute Leben aller in allgemeiner Freiheit auf Grundlage der Wahrheit“, finden und verwirklichen können. Recht sind demnach die Gesetze, die sich die verfasste Bürgerschaft (das Volk, das sich zu einem Staat verfasst hat, um unter eigenen Rechtsgesetzen zusammenzuleben) in Verwirklichung der Autonomie des Willens selbst gibt. In der Rechtslehre steht Schachtschneiders Lehre durch die Dogmatisierung des Rechts auf der Grundlage der Freiheit als „Unabhängigkeit von eines anderen nötigender Willkür“ im Gegensatz zur meist vertretenen Herrschaftsdogmatik.
Michael Anderheiden kritisiert Schachtschneiders Republiklehre von 1994: Diese unterstelle das Demokratieprinzip des deutschen Grundgesetzes dem Republikprinzip und dieses dem Sittengesetz Immanuel Kants, so dass Parlamentarier nur noch über das als vom Sittengesetz her als richtig Erkannte abzustimmen hätten. Anderheiden zufolge ist diese Lehre Schachtschneiders mit dem Demokratieverständnis des Grundgesetzes unvereinbar und hat totalitäre Konsequenzen. Uwe Volkmann kritisiert, dass Schachtschneider die vom Grundgesetz vorgesehenen Formen der Meinungs- und Willensbildung, darunter Versammlungsfreiheit, die Notwendigkeit politischer Parteien und das Verhältniswahlrecht, als „demokratistische Ideologie“ und „unrepublikanisch“ ablehne. Dabei folge er einem elitären Prinzip der „Bestenauslese“. Felix Ekardt kritisiert unsoziale Folgen der Rechtslehre Schachtschneiders.

## Verfassungsbeschwerden
Schachtschneider reichte als Beschwerdeführer eine Vielzahl von Verfassungsbeschwerden beim deutschen Bundesverfassungsgericht ein. Dieses nahm die meisten Verfahren dazu nicht an oder wies die Beschwerden zurück; nur im Lissabon-Urteil gab es Schachtschneider teilweise recht. Schachtschneider selbst sah jedoch noch weitere Verfassungsbeschwerden als Teilerfolge an, da sie Fortschritte und Änderungen in der Rechtsprechung mit sich gebracht hätten. So habe das Bundesverfassungsgericht etwa im Maastricht-Urteil festgestellt, dass die demokratische Legitimation der Rechtsetzung der Europäischen Union im Wesentlichen von den nationalen Parlamenten geleistet werde, worauf Schachtschneider sich selber im Lissabon-Verfahren berief.

### Kritik an der Europäischen Wirtschafts- und Währungsunion
Im Jahr 1992 legte Schachtschneider im Auftrag von Manfred Brunner eine Verfassungsbeschwerde gegen das 1992 verabschiedete Zustimmungsgesetz zum Vertrag von Maastricht ein, der die Europäische Wirtschafts- und Währungsunion begründete. Im Maastricht-Urteil wies das Verfassungsgericht die Beschwerde teils zurück, teils verwarf es sie.
1998 erhob Schachtschneider zusammen mit den Ökonomen Wilhelm Hankel, Wilhelm Nölling und Joachim Starbatty gegen den Beschluss zur Einführung des Euro erfolglos eine weitere Verfassungsbeschwerde. Während der Euro-Krise erklärte Schachtschneider 2010 „den Euro für gescheitert“.
2005 brachte Schachtschneider im Auftrag von Peter Gauweiler zwei neue Verfassungsbeschwerden gegen das deutsche Zustimmungsgesetz zum EU-Verfassungsvertrag vor, jeweils in Verbindung mit einem Organstreitverfahren. Während das Bundesverfassungsgericht die erste Beschwerde teils verwarf, teils nicht zur Entscheidung annahm, stellte es das zweite Verfahren ein, da der Verfassungsvertrag nach gescheiterter Ratifikation in Frankreich und den Niederlanden nicht in Kraft getreten war.
Nachdem der Vertrag von Lissabon den gescheiterten Verfassungsvertrag ersetzt und dabei seine meisten Bestimmungen übernommen hatte, legte Schachtschneider im Auftrag von Peter Gauweiler 2008 erneut eine Verfassungsbeschwerde in Verbindung mit einem Organstreitverfahren gegen das Zustimmungsgesetz und das Begleitgesetz dazu ein. Wegen Meinungsverschiedenheiten über Schachtschneiders Recht, sich öffentlich zu der Sache zu äußern, entzog ihm Gauweiler das Mandat und übergab es den Anwälten Dietrich Murswiek und Wolf-Rüdiger Bub. Diese vertraten die von Schachtschneider verfasste Antragsschrift vor dem Bundesverfassungsgericht. Er hatte jedoch unabhängig von Gauweiler eine eigene Verfassungsbeschwerde eingelegt. Das Lissabon-Urteil verwarf schließlich das Organstreitverfahren, gab der Verfassungsbeschwerde gegen das Begleitgesetz jedoch statt.
Am 23. Oktober 2008 legte Schachtschneider im Auftrag einer Interessengruppe eine Individualbeschwerde gegen den EU-Beitritt Österreichs im Jahr 1995 vor dem österreichischen Verfassungsgerichtshof ein, die dieser zurückwies.
Am 7. Mai 2010 reichten Schachtschneider, Starbatty, Nölling und Hankel sowie der ehemalige Thyssen-Chef Dieter Spethmann Verfassungsbeschwerde gegen das Währungsunion-Finanzstabilitätsgesetz ein, das die deutschen Hilfszahlungen bei der Bekämpfung der griechischen Staatsschuldenkrise 2009/2010 regelte. Ihrer Ansicht nach verstoßen die Finanzhilfen gegen das EU-Recht, besonders gegen die No-Bailout-Klausel in Art. 125 AEU-Vertrag. Den Eilantrag auf einstweilige Anordnung lehnte das Bundesverfassungsgericht ab; eine mündliche Verhandlung fand am 5. Juli 2011 statt. Diese und eine weitere Verfassungsbeschwerde vom 29. Juni 2012 gegen die Fortsetzung der Eurorettungspolitik durch die Änderung des Art. 136 AEUV wurden vom Bundesverfassungsgericht abgelehnt; allerdings durfte der Vertrag nur unter Auflagen unterzeichnet werden, die die Haftungssumme Deutschlands völkerrechtlich begrenzten.

### „Ein Prozent für unser Land“: Flüchtlingskrise ab 2015
Ende Januar 2016 gab Schachtschneider in einer Pressekonferenz bekannt, die Bundesregierung mit einer Verfassungsbeschwerde zu zwingen, die deutschen Grenzen „gegen die illegale Einreise von Ausländern zu sichern“. Die Grenzöffnung während der Flüchtlingskrise in Deutschland ab 2015 sei als Verstoß gegen geltendes Recht einzuordnen. Zudem forderte er die Suspendierung von Bundeskanzlerin Angela Merkel und Vizekanzler Sigmar Gabriel. Die Beschwerde wurde Anfang März 2016 ohne Begründung abgewiesen. Unterstützt wurde er mit seiner Verfassungsklage durch den Verein „Ein Prozent für unser Land“. Schachtschneider wird in verschiedenen Medien als Mitgründer bzw. Unterstützer dieses Vereins bezeichnet. Auch Volker Weiß zählt Schachtschneider neben dem AfD-Politiker Hans-Thomas Tillschneider und den neurechten Publizisten Götz Kubitschek und Jürgen Elsässer zum „inneren Kreis [eines] Netzwerk[s] äußerst rechter Politiker und Aktivisten“ der Ein-Prozent-Bewegung.

### Sonstige
Schachtschneider reichte – auch als Bevollmächtigter verschiedener Beschwerdeführer – weitere Verfassungsbeschwerden beim deutschen Bundesverfassungsgericht ein, darunter eine gegen das Urteil des Bundesgerichtshofs vom 26. Oktober 1993 wegen der Altschuldenforderung gegen eine LPG, die 1997 zurückgewiesen wurde. 1995 und 1996 folgten Verfassungsbeschwerden gegen das Urteil des Bayerischen Obersten Landesgerichts vom 28. November 1994 wegen einer Enteignungsentschädigung sowie gegen die Beschlüsse des Bundesgerichtshofs vom 21. November 1995 und 13. Februar 1996 wegen einer Altschuldenforderung gegen einen übernommenen VEB. Eine weitere Verfassungsbeschwerde gegen den Beschluss des Bundesgerichtshofs vom 2. Oktober 1997 wegen eines Fondsausgleichs nahm das Bundesverfassungsgericht nicht zur Entscheidung an. Ebenfalls 1997 folgte eine Verfassungsbeschwerde gegen ein Urteil des Bundesgerichtshofs vom 7. November 1997 wegen einer Unternehmensumwandlung.
Im Jahr 1998 erhob Schachtschneider Verfassungsbeschwerde gegen § 4 Transplantationsgesetz, die das Bundesverfassungsgericht nicht zur Entscheidung annahm. Bei der Verfassungsbeschwerde gegen das Freihandelsabkommen CETA fungierte er ebenfalls als einer der Beschwerdeführervertreter.

## Politische Aktivität
Schachtschneider war Mitglied der SPD, der CDU sowie Gründungsmitglied der 1994 gegründeten Kleinpartei Bund freier Bürger, deren stellvertretender Bundesvorsitzender er war. Bei der Europawahl 1994 trat er auf Listenplatz 2 an. Der BFB erhielt 1,1 Prozent der Stimmen und erlangte damit keine Mandate. Nach einem halben Jahr trat er nach eigenen Angaben wieder aus. Er gehörte in dieser Zeit zu den „Auslandsfreunden der Haider-FPÖ“. 2014 trat er zusammen mit Thilo Sarrazin in einem Werbefilm der FPÖ auf. Außerdem ist er Berater der FPÖ-Abspaltung BZÖ und wurde durch Klubobmann Josef Bucher in dessen „Lösungsteam“ berufen.
In der Öffentlichkeit tritt er vor allem als Kritiker des europäischen Integrationsprozesses auf. So sieht er in der EU-Grundrechtecharta einen „undemokratischen Oktroi“ und warnte, sie könnte die Wiedereinführung der Todesstrafe ermöglichen. Dies war einer der Inhalte seiner Verfassungsklage gegen den Vertrag von Lissabon, den das Lissabon-Urteil jedoch nicht aufgriff.
Anton Maegerle kritisierte im SPD-nahen Informationsportal Blick nach Rechts die Aktivitäten Schachtschneiders bei rechtspopulistischen und rechtsextremen Gruppen und Parteien. Er nannte unter anderem dessen Auftritte am 10. März 2009 bei einer Veranstaltung der Bürgerbewegung pro Köln, am 30. Januar 2009 bei einem Kongress der FPÖ, als Sachverständiger im Sächsischen Landtag auf Einladung der NPD, als Referent im Studienzentrum Weikersheim, bei einer Sommerakademie von Leserkreisen der Jungen Freiheit, bei einem vom Verein zur Förderung der psychologischen Menschenkenntnis veranstalteten Kongress und Auftritte neben Rechtsextremisten bei diversen Burschenschaften sowie einen Artikel Schachtschneiders in der rechtsextremen Zeitschrift Die Aula 2006. Maegerle schätzt Schachtschneider als „Grenzgänger zwischen Rechtspopulismus und Rechtsradikalismus“ ein.
Die Zeitschrift Cicero berichtete im September 2011 über einen vom Magazin Compact organisierten Auftritt Schachtschneiders in Berlin. Für Schachtschneider bewege sich Europa „auf eine Diktatur“ zu. Die Medien seien keine geeignete Opposition, einzig die Junge Freiheit sei noch unabhängig. Die Autorin Petra Sorge urteilte: „Wenngleich viele seiner Argumente auch von linken Europa-Kritikern vorgetragen werden könnten, sind Schachtschneiders Sympathien mit dem rechten Rand offenkundig.“
Seit 2011 ist Schachtschneider neben Harald Seubert und Jost Bauch Mitglied des Präsidiums des nach eigener Darstellung christlich-konservativen Studienzentrums Weikersheim, das jedoch von Kritikern als ein Netzwerk der Neuen Rechten angesehen wird. Er ist Referent beim neurechten Institut für Staatspolitik.
Schachtschneider war einer der 68 Hauptzeichner der eurokritischen Wahlalternative 2013 und unterstützt die aus ihr hervorgegangene Partei Alternative für Deutschland, ohne jedoch Mitglied zu sein. Zusammen mit Wolfgang Berger, Eva Herman, Helmut F. Kaplan, Alec A. Schaerer, Sousan Safaverdi, Franz Streibl, Michael Friedrich Vogt und Tilmann Wick gehört er dem wissenschaftlichen Beirat der sogenannten Wissensmanufaktur des Zinskritikers und Verschwörungstheoretikers Andreas Popp an.
Im März 2018 gab die AfD-nahe Desiderius-Erasmus-Stiftung bekannt, dass sie Schachtschneider in ihr Kuratorium berufen habe.
Zum Spendenskandal der AfD erklärte Schachtschneider im November 2018, die späte Meldung der illegalen Spende aus der Schweiz sei weder fahrlässig noch vorsätzlich erfolgt.
Im September 2019 gehörte er zu den etwa 100 Staatsrechtslehrern, die sich mit dem offenen Aufruf zum Wahlrecht Verkleinert den Bundestag! an den Deutschen Bundestag wandten.
Im Prozess der AfD gegen das Brandenburger Paritätsgesetz vertrat Schachtschneider die AfD.

## Auszeichnung
- 2015: „Hiltrud-Schröter-Freiheitspreis“, Pax Europa

## Schriften (Auswahl)
- Der Rechtsweg zum Bundesverfassungsgericht in Bund-Länder-Streitigkeiten. Juristische Fakultät der Freien Universität Berlin [West]. Teildruck. Berlin [West] 1969, XXX S., S. 119–184 (Dissertation vom 8. Juli 1969).
- Das Sozialprinzip. Zu seiner Stellung im Verfassungssystem des Grundgesetzes. 1974.
- Staatsunternehmen und Privatrecht. Kritik der Fiskustheorie, exemplifiziert an § 1 UWG. Walter de Gruyter, Berlin 1986, ISBN 3-11-010141-6 (Habilitationsschrift).
- Res publica res populi. Grundlegung einer Allgemeinen Republiklehre. Ein Beitrag zur Freiheits-, Rechts- und Staatslehre. Duncker und Humblot, Berlin 1994, ISBN 3-428-08124-2.
- unter Mitarbeit von Olaf Gast: Sozialistische Schulden nach der Revolution. Kritik der Altschuldenpolitik. Ein Beitrag zur Lehre von Recht und Unrecht, Duncker und Humblot, Berlin 1996.
- mit Wilhelm Hankel, Wilhelm Nölling und Joachim Starbatty: Die Euro-Klage. Warum die Währungsunion scheitern muß. Rowohlt Taschenbuch, Reinbek bei Hamburg 1998, ISBN 3-499-22395-3.
- mit Angelika Emmerich-Fritsche: Recht der Vertragsärzte des Sozialgesetzbuches V, 1999.
- mit Richard Fuchs: Spenden was uns nicht gehört. Das Transplantationsgesetz und die Verfassungsklage. Rotbuch Verlag, Hamburg 1999, ISBN 3-434-53042-8.
- mit Wilhelm Hankel, Wilhelm Nölling, Joachim Starbatty: Die Euro-Illusion. Ist Europa noch zu retten? Rowohlt Taschenbuch, Reinbek bei Hamburg 2001, ISBN 3-499-23085-2.
- unter Mitarbeit von Angelika Emmerich-Fritsche, Dagmar I. Siebold, Peter Wollenschläger: Einführung in das Wirtschaftsverwaltungsrecht. 2001/2002.
- mit Wilhelm Hankel und Angelika Emmerich-Fritsche: Revolution der Krankenversicherung. Prinzipien, Thesen und Gesetz. Hansebuch Verlag, Hamburg 2002, ISBN 3-934880-05-3.
- mit Beiträgen von Wilhelm Hankel, Angelika Emmerich-Fritsche, Andreas G. Scherer, Dagmar I. Siebold, Udo Wartha: Rechtsfragen der Weltwirtschaft. Duncker und Humblot, Berlin 2002, ISBN 3-428-10799-3.
- Fallstudien zum Öffentlichen Wirtschaftsrecht. 4. Aufl., Lehrstuhl für öffentliches Recht, Nürnberg 2005.
- Steuerverfassungsrechtliche Probleme der Betriebsaufspaltung und der verdeckten Gewinnausschüttung. Rechtsgrundsätze versus Gerichtspraxis. Duncker und Humblot, Berlin 2004.
- Der Anspruch auf materiale Privatisierung. Am Beispiel des staatlichen und kommunalen Vermessungswesens in Bayern. Duncker und Humblot, Berlin 2005, ISBN 3-428-11026-9.
- Prinzipien des Rechtsstaates. Duncker und Humblot, Berlin 2006, ISBN 3-428-12206-2.
- Freiheit in der Republik. Duncker & Humblot, Berlin 2007, ISBN 978-3-428-12343-8.
- Grenzen der Religionsfreiheit am Beispiel des Islam. Duncker & Humblot, Berlin 2010, ISBN 3-428-13505-9.
- Allah möge groß sein – in seiner Sphäre. Focus 11/2011.
- Systemmängel in Demokratie und Marktwirtschaft. Duncker und Humblot, Berlin 2011, Sonderdruck aus: Schriftenreihe der Hochschule Speyer.
- Die Rechtswidrigkeit der Euro-Rettungspolitik. Ein Staatsstreich der politischen Klasse. Kopp, Rottenburg 2011, ISBN 978-3-86445-002-0.
- Die Souveränität Deutschlands. Souverän ist, wer frei ist. Kopp, Rottenburg 2012, ISBN 978-3-86445-043-3.
- Souveränität. Grundlegung einer freiheitlichen Souveränitätslehre. Duncker & Humblot, Berlin 2015, ISBN 978-3-428-14683-3.
- Erinnerung ans Recht. Essays zur Politik unserer Tage. Kopp, Rottenburg 2015, ISBN 978-3-86445-272-7.